# 波克靈頓
波克靈頓（英語：Pocklington，/ˈpɒklɪŋtən/）是英格蘭東約克郡的一座小鎮和民政教區。據2011年人口普查，波克靈頓有人口8,337人。波克靈頓位於約克以東 13英里（21），赫爾河畔京斯頓西北26英里（42）。